# Concours de direction Donatella Flick
Le Concours de direction Donatella Flick (en anglais, Donatella Flick Conducting Competition) est un concours international de musique classique pour de jeunes chefs d'orchestre, qui a lieu tous les deux ans à Londres.

## Historique
Le Concours de direction Donatella Flick porte le nom de la philanthrope Donatella Flick (en), qui a fondé la compétition en 1990 pour aider de jeunes chefs d'orchestre à se forger une carrière internationale. En 1996, le concours a établi une collaboration avec l'Orchestre symphonique de Londres. Le vainqueur de la compétition, en plus d'une récompense en argent et d'engagements à des concerts, devient chef assistant de l'Orchestre symphonique de Londres pendant un an après la compétition.
Le jury de la compétition est formé de chefs professionnels et de musiciens de l'Orchestre symphonique de Londres, et comprend des noms tels que Maxim Vengerov, Tamás Vásáry, Andrew Marriner, Leif Segerstam, Yuri Temirkanov, Yan Pascal Tortelier, Pinchas Steinberg, Daniele Gatti, Sir Neville Marriner et Carlo Rizzi.
La première phase de la compétition se passe à la Royal Academy of Music avec des ensembles du collège, et la finale se passe au Barbican Centre, où les trois finalistes conduisent l'Orchestre symphonique de Londres.
La compétition a reçu différentes récompenses et prix, dont le Pro-European Foundation for Culture, le European Project Award for Music, et le Prix Wilhelm Furtwängler pour son soutien permanent aux jeunes chefs.

## Lauréats
Sont lauréats :
- Andrew Constantine (en) (1991)
- Timothy Lole (1992)
- Emmanuel Plasson (1994)
- Tommaso Placidi (1996)
- Paul Mann (pl) (1998)
- Pablo González Bernardo et François-Xavier Roth (2000)
- Christophe Mangou (2002)
- Fabien Gabel (2004)
- Michal Dworzynski (2006)
- David Afkham (2008)
- Clemens Schuldt (2010)
- Alexandre Bloch (2012)
- Elim Chan (2014)
- Niklas Benjamin Hoffmann (2016)
- Felix Mildenberger (en) (2018)[3]
- Julio García Vico (2021)[4]
- Nicolò Umberto Foron (2023)[5]